# Stjenkova ulica, Piran
Stjenkova ulica je ena izmed ulic v Piranu. Poimenovana je po generalu in narodnemu heroju Bojanu Polaku - Stjenku.
Najpomembnejša zgradba ob ulici je Tartinijevo gledališče, ki je bilo prenovljeno v secesijskem slogu.